# Rio Cracul Mare (Izvorul Alb)
O Rio Cracul Mare é um rio da Romênia, afluente do Izvorul Alb, localizado no distrito de Bacău.